# Хиряев, Дардаил Рахимович
Дардаил Рахимович Хиряев (1939, Дарго, Чечено-Ингушская АССР — 26 октября 2003, Дарго, Чечня) — политический деятель, исполняющий обязанности председателя Парламента Чеченской Республики Ичкерия.
Хиряев был депутатом Парламента Ичкерии от Веденского района. Он возглавлял Комитет по образованию, культуре и спорту. 15 февраля 1999 года вошёл в состав парламентской комиссии по урегулированию общественно-политического кризиса в республике. Был избран исполняющим обязанности председателя Парламента летом 2000 года после исчезновения своего предшественника Руслана Алихаджиева.
Хиряев был болен раком и несколько месяцев проходил лечение в одной из московских клиник. В августе 2003 года, уже зная о неизлечимости своей болезни, вернулся в родное село, где и скончался через два месяца.
Преемником Хиряева на посту спикера Парламента Ичкерии стал Селим Бишаев.